# كوانتوم أوف ذا سيز
كوانتوم أوف ذا سيز (بالإنجليزية: Quantum of the Seas)‏ هي سفينة سياحية تعود ملكيتها إلى شركة رويال كاريبيان إنترناشيونال تم بناءها بواسطة شركة ماير ويرفت في بابنبورغ . في وقت تسليمها في عام 2014 كانت تمثل ثالث أكبر سفينة سياحية في العالم من حيث إجمالي الحمولة.

## تاريخ
أعلنت مجموعة رويال كاريبيان في 11 فبراير 2011 أنها طلبت من ماير ويرفت بناء سفن جديدة في حوض بابنبورغ لبناء السفن في ألمانيا، على أن يكون تسليمها بحلول خريف 2014. وفي ذلك الوقت كان المشروع يحمل الاسم الرمزي "مشروع" صن شاين ".
قامت ماير ويرفت بقطع الفولاذ للسفينة في 31 يناير 2013  وهو نفس اليوم الذي أُعلن فيه عن اسم السفينة الجديدة لتسمى كوانتوم أوف ذا سيز، مما جعلها السفينة الأولى من فئة كوانتوم. 
و في 9 أغسطس 2013 تم تعويمها من حوض بناء السفن.  وبدأ نقلها عبر نهر إمس في 21 سبتمبر 2014 وبدأت تجاربها البحرية بعد ذلك بثلاثة أيام في 24 سبتمبر.  وفي 28 أكتوبر 2014 تم تسليم السفينة إلى رويال كاريبيان، بتكلفة 935 مليون دولار أمريكي. تم تعميد السفينة من قبل كريستين تشينوويث في 14 نوفمبر 2014 في ميناء كيب ليبرتي كروز في نيو جيرسي.